# البطحة (بني مطر)

تعديل مصدري - تعديل

البطحة هي إحدى قرى عزلة حزة سهمان بمديرية بني مطر التابعة لمحافظة صنعاء، بلغ تعداد سكانها 345 نسمة حسب تعداد اليمن لعام 2004.